# Physalis viscosa
Espèce
Physalis viscosa est une espèce de plante à fleurs de la famille des Solanaceae. Elle est communément dénommée coqueret, starhair groundcherry, stellate ground-cherry et grape groundcherry (en anglais),  arrebenta-cavalo, balãozinho, et camambú en portugais et en espagnol,.

## Description
Il s'agit d'une herbe vivace rhizomateuse produisant une tige velue d'une hauteur maximale d'environ 40 centimètres. Les feuilles ovales mesurent 3 à 5 centimètres de long et ont des bords lisses ou dentés. Les fleurs qui s'épanouissent à l'aisselle des feuilles sont en forme de clochettes et mesurent environ 1,5 centimètre de large. Elles sont jaunes avec un centre plus foncé, et ont cinq étamines avec des anthères jaunes. Le calice des sépales à la base de la fleur s'élargit au fur et à mesure que le fruit se développe, devenant une structure gonflée, côtelée, en forme de lanterne de 2 à 3 centimètres de long qui contient la baie.

## Répartition et habitat
Physalis viscosa est originaire d'Amérique du Sud et est connue sur d'autres continents comme une espèce introduite et parfois comme une mauvaise herbe. Elle peut pousser dans de nombreux types d'habitats, y compris les zones perturbées.

## Utilisations
L'utilisation nutritionnelle et médicinale de P. viscosa a été documentée dans de vastes régions de la Bolivie, de l'est du Paraguay et du nord de l'Argentine. Son utilisation est particulièrement courante dans la région du Gran Chaco, où les Toba-Pilagá, les Nivaclé et les Maká mangent les fruits mûrs crus, tandis que les Lengua-Maskoy les font cuire à la braise ou les font bouillir avant de les manger. Les membres du groupe Lengua-Maskoy utilisent également un liquide préparé à partir de feuilles écrasées placées dans de l'eau pour traiter la conjonctivite et d'autres affections oculaires en faisant tomber la préparation liquide dans l'œil affecté.
Les migrants de la région, y compris les missionnaires anglicans d'Angleterre et les colons mennonites fuyant les persécutions, préparent des plats cuisinés et cuits au four à partir de Physalis viscosa. Dans le dialecte mennonite Plautdietsch du Gran Chaco, elles sont connues sous le nom de « Junitjoasche » (littéralement « cerises de juin ») et sont utilisées dans les confitures, les compotes et les tartes, notamment le « Riebelplautz », une « tarte du dimanche » similaire au crumble.

## Systématique
Le nom correct complet (avec auteur) de ce taxon est Physalis viscosa L..
Ce taxon porte en français les noms vernaculaires ou normalisés suivants : Coqueret, Coqueret visqueux,,.
Physalis viscosa a pour synonymes :
- Alkekengi fissum Moench
- Cacabus parviflorus Rusby
- Physalis curassavica var. integrifolia Dunal
- Physalis curassavica L.
- Physalis foetidissima Dunal
- Physalis fuscomaculata Dunal
- Physalis fuscomaculata Rouville
- Physalis glabriuscula Dunal
- Physalis integrifolia Pav.
- Physalis integrifolia Pav. ex Dunal
- Physalis jacquinii Link
- Physalis lanceolata Elliott
- Physalis lutea Medik.
- Physalis mendocina Phil.
- Physalis nutans J.F.Gmel.
- Physalis ochroleuca Salisb.
- Physalis pensylvanica L.
- Physalis pubescens Engelm. & A.Gray
- Physalis tomentosa Walter
- Physalis viscosa var. fuscomaculata (Dunal) Thell.
- Physalis viscosa var. viscosa